# Costus fissicalyx
Costus fissicalyx är en enhjärtbladig växtart som beskrevs av N.R.Salinas, Clavijo och Julio Betancur. Costus fissicalyx ingår i släktet Costus och familjen Costaceae.
Artens utbredningsområde är Colombia. Inga underarter finns listade.